# 272省道 (江苏省)
272省道又名徐州-沛县快速通道，简称徐沛线，是江苏省北部的一条南北向省道，位于徐州市境内，微山湖东侧。南起徐州市鼓楼区街道华润路，向北经徐州市铜山区京台高速柳新互通，止于徐州市沛县胡寨镇427省道。

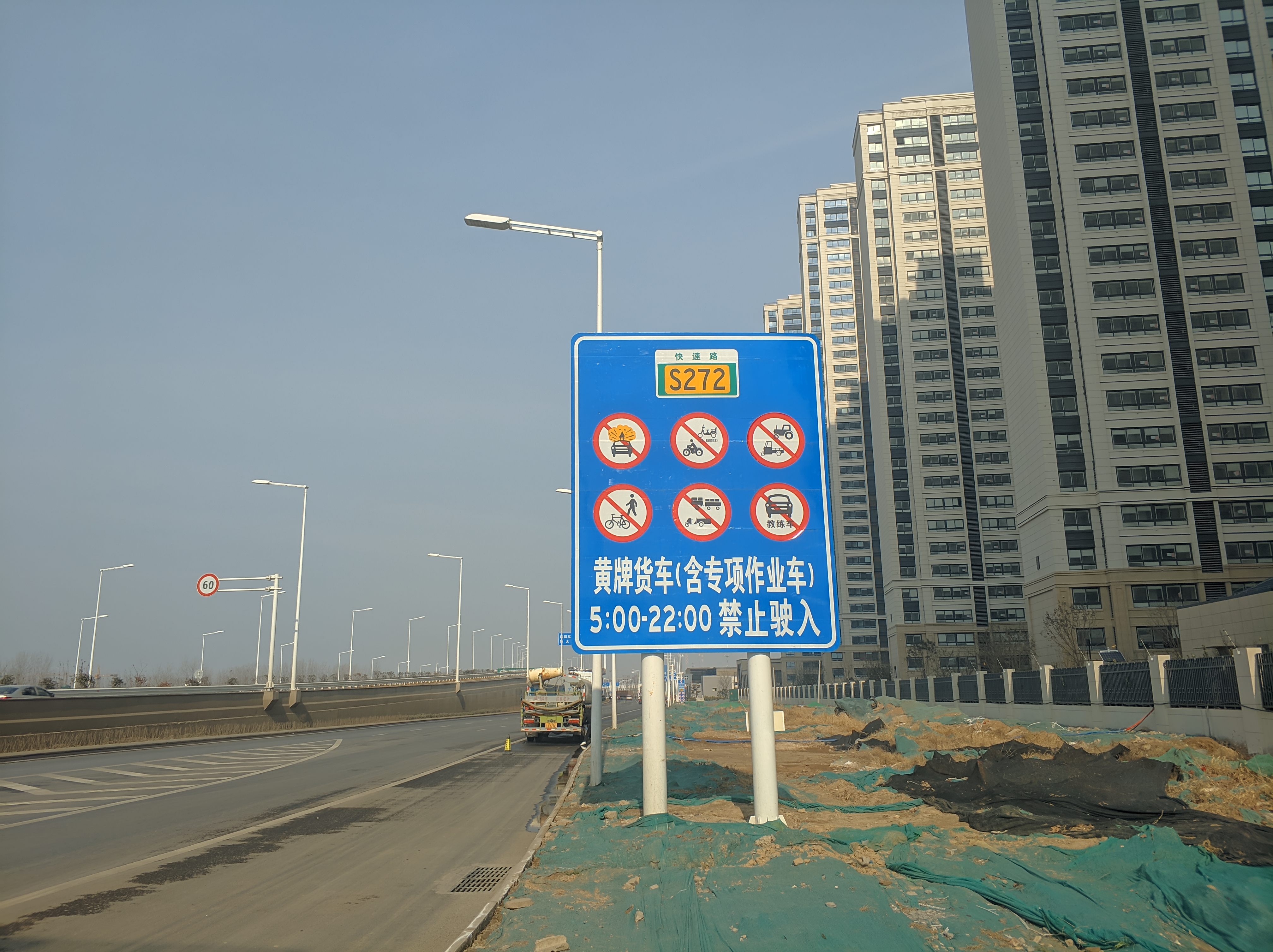
起点附近的禁令标识